# برايان باتريك ماغواير
برايان باتريك ماغواير (بالإنجليزية: Brian Patrick McGuire)‏ هو مؤرخ أمريكي، ولد في 2 نوفمبر 1946 في هونولولو في الولايات المتحدة.